# Troides rhadamantus
Troides rhadamantus is een vlinder uit de familie van de pages (Papilionidae). De wetenschappelijke naam van de soort is voor het eerst geldig gepubliceerd in 1835 door Lucas.

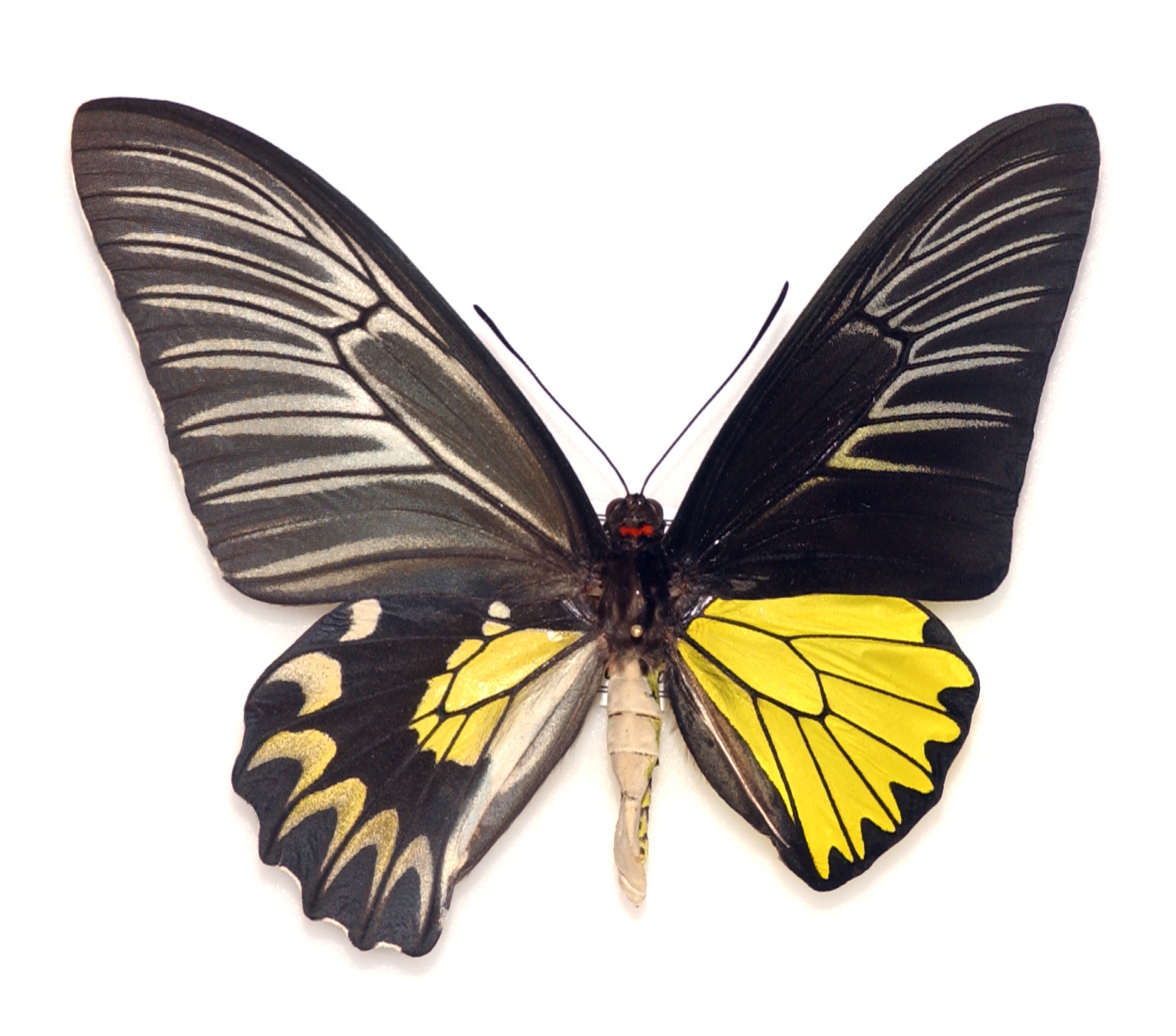
Gynandromorf imago
_{(Musée d'histoire naturelle de Lille)}

## Kenmerken
De gele bovenzijde van de achtervleugels vertoont vaak een prachtige violette weerschijn.

## Verspreiding en leefgebied
Deze vlindersoort is endemisch op verschillende eilanden van de Filipijnen.

## Waardplanten
De waardplanten zijn Aristolochia tagala, die behoren tot de plantenfamilie Aristolochiaceae.